# Всеволод Ярославич (князь луцкий)
Всеволод Ярославич (ум. после 1209)— князь луцкий (до 1180—1186), сын Ярослава Изяславича. Упомянут прежде брата Ингваря под 1180 годом в качестве союзника Рюрика Ростиславича в усобице 1180—1181 годов, на основании чего историки делают вывод о том, что их отец умер ранее этого времени.
Согласно Войтовичу Л. В., считающему Всеволода младшим братом Ингваря, Всеволод в 1186 году был изгнан с Волыни, а в 1209 году упоминается при черниговском дворе. В таком же порядке они упомянуты в «Слове о полку Игореве».
Всеволод с 1166 года был женат на Мальфриде, дочери Юрия Ярославича туровского. Сведений о детях нет.

## В «Слове о полку Игореве»
Ингварь и Всеволод и все три Мстиславича - не худого гнезда шестокрыльци! Не по праву побед расхитили себе владения! Где же ваши золотые шлемы, и копья польские, и щиты? Загородите Полю ворота своими острыми стрелами, за землю Русскую, за раны Игоря, храброго Святославича!